# エンドレス・ナイト
『エンドレス・ナイト』（Endless Night）は、2015年のドラマ映画。監督はイザベル・コイシェ。スペイン＝フランス＝ブルガリア合作。
サバイバル映画と呼ばれるジャンルの作品であり、実在した女性探検家ジョゼフィーン・ディウベッツチ・ピアリーの物語である。1908年のグリーンランドを舞台としており、菊地凛子がグリーンランドの原住民を演じた。

## キャスト
- ジュリエット・ビノシュ - ジョゼフィーン・ディウベッツチ・ピアリー
- 菊地凛子 - Allaka
- ガブリエル・バーン - Bram Trevor
- マット・サリンジャー - Spalding隊長
- ヴェリザール・ビネヴ - Fyodor
- シロ・ミロ - Cyrus

## 公開と批評
第65回ベルリン国際映画祭のオープニング作品である。ベルリン国際映画祭での上映時のタイトルはNobody wants the Nightだったが、このタイトルでは売れないと判断した上層部の意向でEndless Nightに改題された。本作品に対する映画評論家の反応は辛辣であり、ガーディアン紙には5点中2点を付けられてしまった。コイシェの母国スペインでの反応はまずまずといったところであり、エル・ムンド紙は4点中3店を付けた。

## 受賞
| 賞           | 部門                      | 対象者                                            | 結果       |
| ------------ | ------------------------- | ------------------------------------------------- | ---------- |
| 第30回ゴヤ賞 | 作品賞                    | 作品賞                                            | ノミネート |
| 第30回ゴヤ賞 | 監督賞                    | イザベル・コイシェ                                | ノミネート |
| 第30回ゴヤ賞 | 主演女優賞                | ジュリエット・ビノシュ                            | ノミネート |
| 第30回ゴヤ賞 | 撮影賞                    | ジャン＝クロード・ラリュー                        | ノミネート |
| 第30回ゴヤ賞 | 美術賞                    | Alain Bainée                                      | ノミネート |
| 第30回ゴヤ賞 | プロダクション賞          | アンドレス・サンタナ マルタ・ミロ                 | 受賞       |
| 第30回ゴヤ賞 | 衣裳デザイン賞            | クララ・ビルバオ                                  | 受賞       |
| 第30回ゴヤ賞 | メイキャップ&ヘアメイク賞 | パブロ・ペロナ パコパコ・ロドリゲス Sylvie Imbert | 受賞       |
| 第30回ゴヤ賞 | 作曲賞                    | ルーカス・ビダル                                  | 受賞       |